# Отревіль-сюр-ла-Ренн
Отреві́ль-сюр-ла-Ренн (фр. Autreville-sur-la-Renne) — муніципалітет у Франції, у регіоні Гранд-Ест, департамент Верхня Марна. Населення — 365 осіб (01.01.2021).
Муніципалітет розташований на відстані близько 210 км на південний схід від Парижа, 105 км на південний схід від Шалон-ан-Шампань, 12 км на захід від Шомона.
1 січня 2012 року від Отревіль-сюр-ла-Ренн відділено муніципалітет Лавільнев-о-Руа.

## Історія
До 2015 року муніципалітет перебував у складі регіону Шампань-Арденни. Від 1 січня 2016 року належить до нового об'єднаного регіону Гранд-Ест.

## Демографія
Динаміка населення (INSEE ):
Розподіл населення за віком та статтю (2006):
| Стать | Всього | До 15 років | 15-24 | 25-44 | 45-64 | 65-85 | Понад 85 |
| --- | ------ | ----------- | ----- | ----- | ----- | ----- | -------- |
| Чоловіки | 240    | 36          | 12    | 68    | 84    | 40    | 0        |
| Жінки | 240    | 52          | 12    | 52    | 88    | 36    | 0        |
| \| Статево-вікова піраміда \| Статево-вікова піраміда \| Статево-вікова піраміда \| \| ----------------------- \| ----------------------- \| ----------------------- \| \| Чоловіки \| Вік \| Жінки \| \| 0 \| 85 + \| 0 \| \| 8 \| 80-84 \| 4 \| \| 4 \| 75-79 \| 4 \| \| 8 \| 70-74 \| 16 \| \| 20 \| 65-69 \| 12 \| \| 20 \| 60-64 \| 16 \| \| 24 \| 55-59 \| 40 \| \| 20 \| 50-54 \| 12 \| \| 20 \| 45-49 \| 20 \| \| 12 \| 40-44 \| 16 \| \| 20 \| 35-39 \| 20 \| \| 24 \| 30-34 \| 4 \| \| 12 \| 25-29 \| 12 \| \| 0 \| 20-24 \| 0 \| \| 12 \| 15-20 \| 12 \| \| 4 \| 10-14 \| 16 \| \| 20 \| 5-9 \| 28 \| \| 12 \| 0-4 \| 8 \| |        |             |       |       |       |       |          |
| Статево-вікова піраміда |        |             |       |       |       |       |          |
| Чоловіки | Вік    | Жінки       |       |       |       |       |          |
| 0 | 85 +   | 0           |       |       |       |       |          |
| 8 | 80-84  | 4           |       |       |       |       |          |
| 4 | 75-79  | 4           |       |       |       |       |          |
| 8 | 70-74  | 16          |       |       |       |       |          |
| 20 | 65-69  | 12          |       |       |       |       |          |
| 20 | 60-64  | 16          |       |       |       |       |          |
| 24 | 55-59  | 40          |       |       |       |       |          |
| 20 | 50-54  | 12          |       |       |       |       |          |
| 20 | 45-49  | 20          |       |       |       |       |          |
| 12 | 40-44  | 16          |       |       |       |       |          |
| 20 | 35-39  | 20          |       |       |       |       |          |
| 24 | 30-34  | 4           |       |       |       |       |          |
| 12 | 25-29  | 12          |       |       |       |       |          |
| 0 | 20-24  | 0           |       |       |       |       |          |
| 12 | 15-20  | 12          |       |       |       |       |          |
| 4 | 10-14  | 16          |       |       |       |       |          |
| 20 | 5-9    | 28          |       |       |       |       |          |
| 12 | 0-4    | 8           |       |       |       |       |          |

## Економіка
2010 року серед 257 осіб працездатного віку (15—64 років) 190 були активними, 67 — неактивними (показник активності 73,9%, у 1999 році було 66,6%). З 190 активних мешканців працювало 180 осіб (98 чоловіків та 82 жінки), безробітними було 10 (5 чоловіків та 5 жінок). Серед 67 неактивних 18 осіб було учнями чи студентами, 33 — пенсіонерами, 16 були неактивними з інших причин.

У 2010 році в муніципалітеті числилось 209 оподаткованих домогосподарств, у яких проживали 505,0 особи, медіана доходів виносила 19 261 євро на одного особоспоживача